# Jerry Stubbs
, noto con lo pseudonimo Mr. Olympia (Georgia, 13 settembre 1951), è un ex wrestler statunitense, conosciuto principalmente per aver combattuto nelle federazioni Mid-South Wrestling e Southeastern Championship Wrestling negli anni settanta e ottanta.

## Carriera
Nella primavera del 1976, Stubbs cominciò a lottare nella Georgia Championship Wrestling. Il 2 aprile affrontò Bob Backlund nell'Atlanta City Auditorium. Altri suoi avversari del periodo furono Ricky Steamboat, Dean Ho e Rick Martel.
Nel periodo 1977-1978 lottò contro avversari quali Stan Hansen, "Dirty" Dick Slater, Randy Savage ed Abdullah the Butcher.
Nel 1980–81 tornò nell'area Southeast/Continental per lottare con l'identità di The Matador e vincendo il NWA Southeastern Continental Tag Team Championship insieme a Mike Stallings. Conquistò anche l'NWA World Junior Heavyweight Championship sconfiggendo Les Thornton nel gennaio 1981. Poi assunse l'identità del wrestler mascherato Olympian e vinse l'NWA Southeastern Heavyweight Championship.
Tornato nel 1982 nella Mid-South, cominciò a lottare con il ring name Mr. Olympia. Divenne un face (uno dei "buoni") e lottò spesso in coppia con Junkyard Dog. Olympia & JYD vinsero il titolo di campioni tag team sconfiggendo The Wild Samoans (Afa & Sika) nel maggio 1982. Il duo perse i titoli contro "The Rat Pack" (Ted DiBiase & Matt Borne) alla fine dell'ottobre 1982. Successivamente Olympia tradì JYD e si unì a DiBiase per vincere da heel il Mid-South Tag Team Championship sconfiggendo Mr. Wrestling II e Tiger Conway Jr. nell'aprile 1983.
Nel 1984 fece regolarmente coppia con Arn Anderson (che si faceva chiamare Super Olympia in attesa di spostarsi nella Georgia Championship Wrestling). Insieme conquistarono il titolo di coppia in un torneo svoltosi il 15 gennaio 1984. Il loro manager era Sonny King all'epoca. Stubbs e Anderson entrarono inoltre a far parte della fazione Stud Stable. Presto sorsero dei dissensi tra i due e questo portò ad una serie di mask versus mask match. La sconfitta nel primo di questi costrinse Mr. Olympia a togliersi la maschera rivelando di essere Stubbs. Nel match successivo fu invece Super Olympia a perdere la maschera rivelando di essere Anderson, un terzo match terminò in parità. La coppia avrebbe fatto pace e avrebbe lottato di nuovo insieme, questa volta indossando dei caratteristici cappelli modello Panama.
Nel 1986 Stubbs conquistò il titolo più prestigioso della compagnia, il nuovo Continental Championship. Perse e rivinse il titolo avanti e indietro con Brad Armstrong per gran parte dell'anno, portando a una faida con tutti i fratelli Armstrong durante questo periodo. Sempre nel 1986, Stubbs perse un Mask vs Mask match con "The Bullet" Bob Armstrong. Lottò anche spesso in coppia con Tony Anthony (il futuro Dirty White Boy). I due sconfissero The Nightmares (Danny Davis & Ken Wayne) il 23 febbraio 1987. Persero e riconquistarono le cinture contro Robert Fuller & Jimmy Golden, membri della Stud Stable. Fuller e Golden effettuarono un turn heel subito dopo la conquista dei titoli, e Stubbs riesumò l'identità di Mr. Olympia e cominciò una rivalità con Anthony.
Inoltre, nel biennio 1986-1987, Stubbs passò diverso tempo a lottare in Giappone nella All Japan, dove indossò di nuovo la maschera di Mr. Olympia. Insieme a Brad Rheingans vinse un certo numero di match. Altro suo partner abituale di tag team fu Paul Diamond. Infine, lottò occasionalmente utilizzando il ring name "A Sheik" in questo periodo (da non confondersi con The Sheik). Curt Hennig e Stubbs si conobbero in Giappone dove Stubbs gli spiegò la gimmick di "Mr. Perfect" e gli diede il suo assenso per utilizzarla in WWF.

## Personaggio
Mossa finale
- Figure four leglock

## Titoli e riconoscimenti
- NWA Tri-State / Mid-South Wrestling Association
  - NWA Louisiana Heavyweight Championship (1)[12]
  - NWA Mississippi Heavyweight Championship (3)[13]
  - Mid-South Tag Team Championship (2) – con Junkyard Dog (1) e Ted DiBiase (1)[8]
- Southeastern Championship Wrestling / Continental Championship Wrestling / Continental Wrestling Federation
  - NWA Continental Championship (2)[11]
  - CWF Tag Team Championship (2) – con Tony Anthony[4]
  - NWA Alabama Heavyweight Championship (4)[14]
  - NWA Continental Tag Team Championship (6) – con Tony Anthony[4]
  - NWA Southeastern Heavyweight Championship (Northern Division) (5)[7]
  - NWA Southeastern Tag Team Championship (4) – con Mike Stallings (1), Arn Anderson (3)[4][15]
  - NWA Southeastern Television Championship (1)[16]
  - NWA Southeastern United States Junior Heavyweight Championship (4)[17]
  - NWA World Junior Heavyweight Championship (1)[5]
- World Wrestling Organization
  - WWO United States Heavyweight Championship (1)[18]